# C-Lion1光缆
C-Lion1是一条连接芬兰与德国的海底光缆，由芬兰电信与信息技术服务公司Cinia Oy拥有并运营。这是首条直接连接芬兰与中欧的通信电缆，以前的连接需经过瑞典和丹麦。
该电缆自2016年5月开始运行，至2024年11月因损坏而停止使用。一些官员怀疑该事件是破坏行为所致。
C-Lion1全长1173公里，包含8对光纤，设计容量为120 Tbit/s，最大容量为144 Tbit/s。

## 历史

### 建设阶段
该电缆由阿尔卡特海底网络公司（Alcatel Submarine Networks）负责铺设，建设工作于2015年10月启动，并于2016年1月完成。

### 运营阶段
C-Lion1自2016年5月投入商业运行。2017年10月，一座网络交换机安装至芬兰港口城市汉科。

### 2024年故障
2024年11月18日，电缆被检测到发生故障，服务随之中断。根据Cinia Oy的声明，故障是由未知的外力引发的。 故障地点位于瑞典厄兰岛附近海域。
德国国防部长鲍里斯·皮斯托里乌斯（Boris Pistorius）将此事件称为破坏行为。 截至2024年11月19日，相关调查仍在进行中。
立陶宛海军对此事件做出了回应，宣布将加强其水域的监视，并计划与其盟友讨论进一步措施。

## 登陆点
C-Lion1在以下地点设有登陆点：
- 芬兰 赫尔辛基（位于桑塔哈米纳）
- 芬兰 汉科
- 德国 罗斯托克